# Horst Huismans
Horst Huismans (* 17. Juni 1938 in Hildesheim; † 7. November 2020 in Münster) war ein deutscher Augenarzt und Fachbuchautor.

## Leben
Huismans wurde in Hildesheim als Sohn von Alfred Huismans und dessen Ehefrau Margherita geb. Hansen geboren. Nach dem Abitur, das er 1959 auf dem staatlichen Inselgymnasium zu Wangerooge/Nordsee ablegte, studierte er Humanmedizin an der Westfälischen Wilhelms-Universität Münster, wo er 1965 sein medizinisches Staatsexamen ablegte und im gleichen Jahr zum Dr. med. promoviert wurde. Von 1971 bis 1999 betrieb er gemeinsam mit seiner Ehefrau, der Augenärztin Gesine Huismans (1939–2011) in Nordenham (Landkreis Wesermarsch) als niedergelassener Arzt eine augenärztliche Praxis.
Er war Vater von drei Kindern.

## Fachbuchautor
Neben seiner Praxis trat er als Fachbuchautor in Erscheinung. Zu seinen Hauptwerken zählt sein Augenatlas: Der photographierte Augenhintergrund – Atlas mit diagnostischen und therapeutischen Hinweisen (1986). Darin werden von Huismans fotografierte Netzhauterkrankungen abgebildet. Der Atlas wurde 1990 ins Englische und 1996 ins Chinesische übersetzt.
In seiner Monografie Tierische Parasiten des menschlichen Auges – Tropenkrankheiten von 1979 konnte er photodokumentarisch beweisen, dass die hinsichtlich seiner Humanpathogenität bisher völlig unterschätzte Hundespulwurmlarve „Toxocara canis“ (Werner) in das menschliche Auge und auch in das Gehirn wandert, was zuvor oft zur klinischen Fehldiagnose Epilepsie geführt hatte und die Patienten nicht zuletzt dem seelischen Trauma eines Erbleidens aussetzte.
Sein 1990 vorgelegtes Werk Dopplersonografie bei Augenerkrankungen, eine Anleitung für Ophthalmologen, Neurologen, Angiologen untersuchte ein im Fachbereich Augenheilkunde bis dahin noch weithin unbekanntes Diagnoseverfahren und ist inzwischen ein Standardwerk der Augenheilkunde geworden. Dabei gelang ihm die Detektion mit Photodokumentation der Zentralarterie der Augennetzhaut.

## Auszeichnungen
- 1994: Ehrenplakette der Ärztekammer Niedersachsen
- 2015: Goldenes Doktordiplom der Medizinischen Fakultät der Universität Münster

## Publikationen
- Besteht ein ätiologischer Zusammenhang zwischen Trichomonadeninfektion und Carcinoma colli uteri? Münster 1965 (Univ. Münster med. Diss.).
- Tierische Parasiten des menschlichen Auges (= Bücherei des Augenarztes. Band 80). Enke, Stuttgart 1979.
- Der photographierte Augenhintergrund. Atlas mit diagnostischen und therapeutischen Hinweisen. Karger, Basel 1986, ISBN 0-683-04255-6 (englischsprachige Ausgabe: The Ocular Fundus, a photographic Documentation Atlas with Diagnostic an Therapeutic Guidelines; chinesische Ausgabe besorgt durch Changxian Yi, Li Xiaoxing, Eye Department, Beijing Medical University, 1996).
- Ultraschall-Doppler-Sonographie für Ophthalmologen, Angiologen, Neurologen. Kohlhammer, Stuttgart 1990.
- unter Mitarbeit von M. Brüske: Vergrößernde Sehhilfen für Sehgeschädigte. Einführung in Untersuchungs- und Anpasstechnik, Rehabilitation. Kaden, Heidelberg 1993.
- Die Hl. Reliquie von Turin. Vermächtnis des historischen Jesus von Nazareth. Bernardus, Grevenbroich 2004, ISBN 3-937634-09-6.
- Lexikon der klinischen Diabetologie. Praxisorientierte interdisziplinäre Darstellung. Deutscher Ärzte-Verlag, Köln 2005.
- Diabetes mellitus – von der Antike bis zur Gegenwart. Uni-med, Bremen 2010, ISBN 3-8374-1197-4.
- Akute Chorioretinitis durch Listeria monocytogenes. In: Deutsches Ärzteblatt. Bd. 90 (1993), H. 13, S. A-966.